# Еберхард VI фон Ербах
Еберхард VI фон Ербах (на немски: Eberhard VI von Erbach; * пр. 1307; † 1348) е наследствен шенк на Ербах и господар на Раух в Райхенберг в Райхелсхайм в Оденвалд.

## Произход
Той е син на шенк Йохан I фон Ербах в Райхенберг (* пр. 1273; † 9 юни 1296) и съпругата му графиня Анна фон Ринек († 27 август 1306), дъщеря на граф Герхард IV фон Ринек († 1295) и съпругата му Аделхайд фон Хоенлое-Браунек († сл. 1326), дъщеря на Хайнрих I фон Хоенлое-Браунек-Нойхауз († 1267). Той е внук на шенк Еберхард III фон Ербах-Райхенберг († 21 юли 1269) и Анна фон Бикенбах († 1255/сл. 1269). Брат е на Хайнрих фон Ербах († 9 октомври 1334), шенк на Ербах, господар на Раух, женен за Клара фон Льовенщайн, и на Еуфемия фон Ербах († сл. 1321), омъжена за Еркингер фон Франкенщайн († сл. 1321).

## Фамилия
Еберхард VI фон Ербах се жени за Уда фон Роденщайн-Крумбах († 6 май 1345), дъщеря на Херман I фон Роденщайн († сл. 1307). Те имат шест деца:
- Еберхард († 17 ноември 1319?), домхер във Вюрцбург
- Йохан (* 1309; † 24 януари 1383), домхер в Майнц и Бамберг, архдякон във Вюрцбург (1342 – 1365)
- Хайнрих, домхер във Вормс (1320 – 1259), свещеник в Дюркхайм (1339)
- Рудолф († 22 февруари /19 август 1384), домхер в Майнц и Вюрцбург, свещеник в Пфунгщат 1349
- Конрад IV фон Ербах „Стари“ (* пр. 1348; † 18 март 1390), шенк на Ербах, женен за Анна фон Бруке († 22 май 1370)
- Маргарета († 1395)